# Bur Ngkloang
Bur Ngkloang är ett berg i Indonesien.   Det ligger i provinsen Aceh, i den västra delen av landet, 1 600 km nordväst om huvudstaden Jakarta. Toppen på Bur Ngkloang är 1 199 meter över havet.
Terrängen runt Bur Ngkloang är kuperad åt nordost, men åt sydväst är den bergig. Runt Bur Ngkloang är det ganska glesbefolkat, med 23 invånare per kvadratkilometer. I omgivningarna runt Bur Ngkloang växer i huvudsak städsegrön lövskog.